# Cnemolia schoutedeni
Cnemolia schoutedeni är en skalbaggsart som beskrevs av Stefan von Breuning 1935. Cnemolia schoutedeni ingår i släktet Cnemolia och familjen långhorningar. Inga underarter finns listade i Catalogue of Life.